# 王松声
王松声（1917年—2002年2月14日），笔名王时颖，男，中国文艺活动家，中国曲艺家协会理事，北京市文学艺术界联合会原党组副书记，中国杂技艺术家协会原副主席。顾问。